# Lenggries
Lenggries – miejscowość i gmina w Niemczech, w kraju związkowym Bawaria, w rejencji Górna Bawaria, w regionie Oberland, w powiecie Bad Tölz-Wolfratshausen. Leży w Alpach Bawarskich, około 10 km na południe od Bad Tölz, nad Izarą, przy drodze B13 i linii kolejowej Monachium – Lenggries.

## Polityka
Wójtem gminy jest Werner Weindl, rada gminy składa się z 20 osób.
|      | CSU | SPD | FWG | Razem |
| 2008 | 10  | 3   | 7   | 20    |
| 2002 | 12  | 3   | 5   | 20    |